# Belize
För andra betydelser, se Belize (olika betydelser).
Belize (IPA: /bəˈliːz/) är en stat i Centralamerika som gränsar till Guatemala, Mexiko och Karibiska havet. Området var tidigare en brittisk koloni, Brittiska Honduras. Namnet ändrades till Belize 1973 och 1981 blev landet en självständig stat.

## Historia

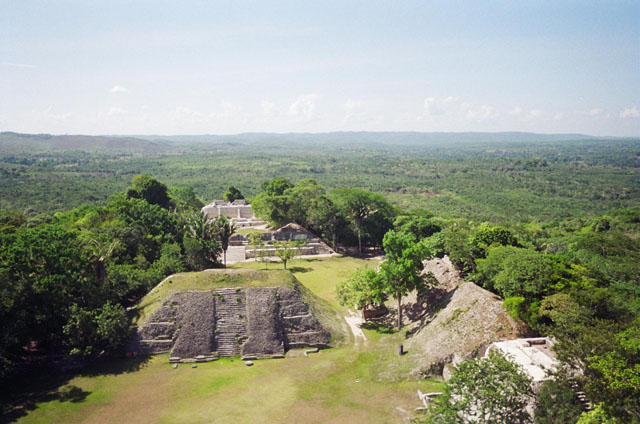
Ruiner av mayatempel i Belize

Mayakulturen utbredde sig över Belize mellan 1500 f.Kr. och 300 e.Kr. Den blomstrade till omkring 900-talet med bosättningar som Altun Ha, Caracol och Xunantunich. En märklig lämning är en plats för offerriter längst in i grottan Actun Tunichil Muknal.
Den första europén som nådde Belizes kust var Christofer Columbus. Kusten utforskades av spanjorerna 1531, men togs ej i besittning av dem utan koloniserades först 1638–1640 av sjörövare och smugglare under ledning av skotten Peter Wallace. Då deras ättlingar längre fram hindrades i sin träexport av spanjorerna fick de skydd av England, som i freden i Paris 1763 utverkade åt dem rätt att driva denna handel. Därmed kom området direkt under Englands överhöghet. Gränsen mot det spanska Mexiko fastställdes 1786, och då engelsmännen 1836 ville utvidga området protesterade Förenta staterna, vilket ledde till en konflikt som löstes först 1859. 1853 hade området förklarats för koloni, Brittiska Honduras, men lydde under Jamaica ända till 1884 då det blev en självständig koloni.
Området var en brittisk koloni fram till 1973 då namnet ändrades till Belize, men fick vänta på att bli självständigt till 1981, eftersom Storbritannien och Guatemala inte kunde komma överens om gränsen. Guatemala erkände inte den nya staten förrän 1991 och gör fortfarande anspråk på södra halvan av Belize. I gränsområdet mellan länderna fortsätter Guatemala att bygga nya bosättningar.

## Geografi

### Klimat

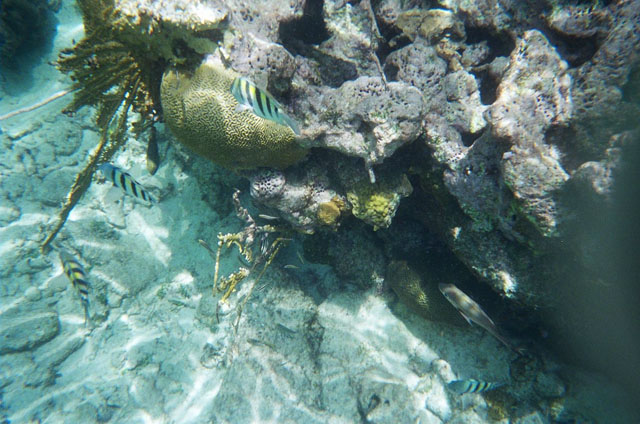
Utanför Belizes kust finns många korallrev

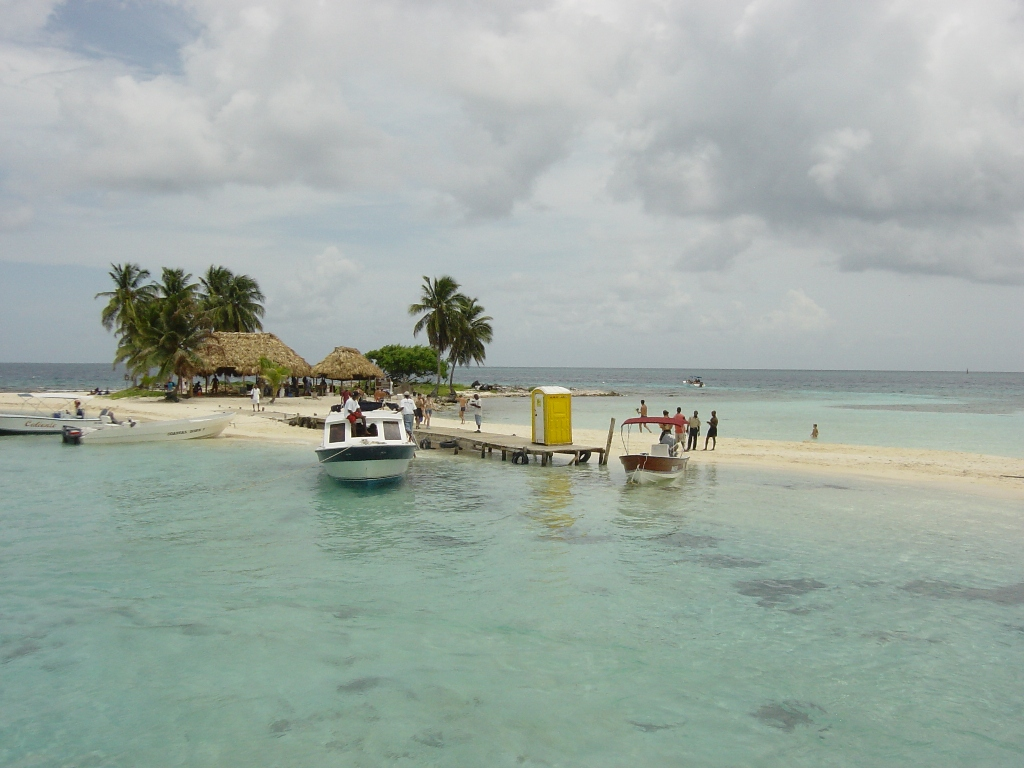
Goffs Caye

Klimatet är tropiskt med höga temperaturer och hög luftfuktighet. Regnperioden varar från maj till november. Under denna tid förekommer ofta svåra orkaner och översvämningar.

### Växtliv
Belizes barriärrev sträcker sig 30 mil längs Yucatánhalvön och är världens näst största rev. Revet är inte ett enskilt rev, utan det består av flera rev, och i dessa rev ingår 450 öar och 3 ringformiga korallrev. Världsarvskonventionen skyddar 7 marina områden som täcker ca 1000 kvadratkilometer.

### Miljöproblem
Några av Belizes största miljöproblem är alltför stor skogsavverkning, vattenföroreningar och dålig hantering av både sopor och avloppsvatten. 60% av elektriciteten produceras av fossila bränslen, såsom petroleum och resten framställs med vattenkraft.

## Styre och politik

### Administrativ indelning

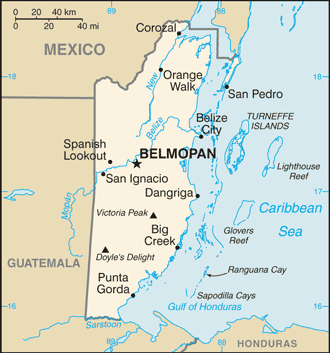
Belize

Belize är indelat i sex distrikt: Belize, Cayo, Corozal, Orange Walk, Stann Creek och Toledo. Dessa är i sin tur är indelade i 31 administrativa enheter kallade constituencies.

## Ekonomi
BNP ökade i slutet av 1900-talet och början av 2000-talet, men landet har stora ekonomiska problem, bland annat en stor utlandsskuld, en ökande brottslighet, hög arbetslöshet och en utbredd fattigdom. En tredjedel av landets befolkning räknas som fattig.

### Näringsliv
Belizes ekonomi består huvudsakligen av privata företag och turismen är den näringsgren som drar in mest utländsk valuta. Man exporterar sockerrör, citrusfrukt, produkter från havet, bananer och kläder. 
Landet har lyckats attrahera utländska investerare, främst till sockerindustrin och turistanläggningar, men nationaliseringarna har skapat viss osäkerhet. Regeringen försöker komma till rätta med den förhållandevis höga arbetslösheten och har fokuserat på bostadsprojekt och infrastruktursatsningar. Belize har blivit en viktig knutpunkt för den sydamerikanska kokainhandeln.

#### Råvaror
Naturtillgångar är potentiellt odlingsbar mark, timmer, fisk och vattenkraft

## Befolkning

### Demografi

#### Minoriteter
Befolkningen består av mestiser (en blandning av maya och andra indianfolk och spanska bosättare) som utgör närmare hälften av befolkningen), så kallade kreoler (som står för över 20 procent och huvudsakligen har afrikanskt ursprung), etniska mayafolk, cirka 10 procent, och det så kallade garifuna-folket (en blandning av afrikaner och karibindianer, ibland kallade Black Caribs), som skickades i exil av britterna från Saint Vincent och Grenadinerna. I landet finns också mennoniter och vissa andra vita från Nordamerika och folk med indiskt, kinesiskt och Mellanösternursprung.

### Språk
Det officiella språket är engelska, som tidigare var kolonialt språk och används inom utbildning, administration och handel. Förutom engelska talas även spanska av cirka 37 procent av befolkningen, samt ett antal inhemska språk, inklusive tre mayaspråk (10 %) och arawakspråket garífuna (8 %). För kommunikation mellan olika grupper används i stort sett alltid ett engelskbaserat kreolspråk, som är modersmål för cirka 25 procent av befolkningen och även används i viss mån inom massmedierna.

### Övriga befolkningsdata
Den senaste folkräkningen hölls den 12 maj 2010 och avsåg den folkbokförda (de jure) befolkningen i Belize, som uppgick till 322 453 invånare (varav 161 227 män och 161 226 kvinnor). Tidigare folkräkningar hade hållits även 2000, 1991, 1980, 1970 och 1960. Invånartalet i Belize uppskattades i juli 2017 av The World Factbook till 360 346 invånare, av Förenta nationerna (befolkning den 1 juli 2016) till 367 000, av Internationella valutafonden till 387 000 (för år 2017) samt av Världsbanken (juli 2016) till 366 954 invånare.

## Internationella rankningar
| Organisation                                | Undersökning                   | Rankning   |
| ------------------------------------------- | ------------------------------ | ---------- |
| Heritage Foundation/The Wall Street Journal | Index of Economic Freedom 2019 | 123 av 180 |
| Reportrar utan gränser                      | Pressfrihetsindex 2019         | 53 av 180  |
| Transparency International                  | Korruptionsindex 2018          | N/A        |
| FN:s utvecklingsprogram                     | Human Development Index 2018   | 103 av 189 |